# نشویل (کارولینای شمالی)
نشویل (به انگلیسی: Nashville) شهری در ایالت تنسی کشور ایالات متحده آمریکا است که جمعیت آن در سرشماری سال ۲۰۱۰ میلادی، ۵٬۳۵۲ نفر بوده‌است.